# 아이카와 요시스케
아유카와 요시스케(일본어: 鮎川 義介, あゆかわ よしすけ, 1880년 11월 6일 ~ 1967년 2월 13일)는 일본의 기업가이자 정치가로, 닛산 자동차의 전신인 닛산 콘체른의 창립자이다.

## 생애
아이카와 요시스케는 1880년, 지금의 야마구치현에서 이노우에 가오루(井上馨)의 딸과 구 조슈번의 무사 사이에서 태어났다. 1903년, 도쿄 제국대학 공과대학 기계과를 졸업해 시바우라 제작소에 입사하였고, 약 1년 남짓 주철 공장에서 일했다. 1909년에는 이노우에 가오루의 지원을 받아 지금의 히타치 금속을 설립하였다.
1928년, 구하라 광업의 사장으로 취임해, 그 회사를 일본 산업이라는 의미의 닛산이라고 개칭하였다. 또, 회사를 지주회사로 변경해 공개 지주회사 산하에 닛산 자동차, 일본 광업, 히타치 제작소, 닛산 화학, 일본 유지, 일본 냉장, 일본 탄광, 닛산 화재, 닛산 생명 등 다수의 기업을 둬 닛산 콘체른을 형성하였다.
1933년, 지금의 이스즈 자동차에서 대트선의 제조권을 무상으로 양도, 같은 해 12월에 대트선의 제조를 위해 자동차 제조 주식회사를 세웠고, 다음 해에는 자동차 제조 주식회사를 닛산 자동차 제조 주식회사로 개칭하였다. 1937년에는 닛산을 만주국으로 옮겨, 만주국 중공업 개발 주식회사로서 초대 총재와 상담역에 올랐다. 동시에 만주국 고문, 귀족원 칙선 위원, 내각 고문을 겸무해 당시 만주국의 군·관·재계 실력자 5명을 뜻하는 2키 3스케 중 하나로 여겨졌다.

## 제2차 세계 대전 이후
아이카와는 제2차 세계 대전 종료 후, 1945년 12월에 체포돼 스가모 구치소에 20개월 동안 갇혀있었지만, 곧 석방되었다. 1953년에는 데이고쿠 석유 사장, 석유자원개발 사장 등을 역임하였고, 같은 해 참의원에 당선되었다.
1956년, 일본 중소 기업 정치 연맹을 설립해 총재직에 올랐고, 그 후 주로 정치인으로 만년을 보냈다. 1959년에는 전국구 참의원에 다시 당선됐지만, 동시에 당선된 차남의 선거 위반 혐의로 인해 의원직을 사직하였다.
1967년 2월 13일, 합병증에 의한 급성 폐렴으로 사망하였다.

## 같이 보기
- 이노우에 가오루
- 구하라 후사노스케
- 닛산 자동차
- 히타치 제작소
- 복어 계획
- 만주국
- 기시 노부스케